# Alfred Kirwa Yego
Alfred Kirwa Yego (Eldoret, Kenija, 28. studenoga 1986.) je kenijski srednjeprugaš. Najveći uspjeh u utrkama na 800 metara mu je naslov prvaka na Svjetskom atletskom prvenstvu 2007. koje je održano u Osaki. Godinu potom osvojio je olimpijsku broncu na Olimpijadi u Pekingu.
Yego je zapažene rezultate počeo ostvarivati 2004. kada je na Svjetskom atletskom juniorskom prvenstvu osvojio broncu. Na kontinentalnom Afričkom prvenstvu je osvojio broncu 2006. i srebro 2010.
Nakon što je 2009. godine na Svjetskom atletskom prvenstvu u Berlinu bio drugi, nekoliko tjedana nakon toga poboljšao je vlastiti osobni rekord na 800 metara koji iznosi 1:42.67. Atletičarev rekord na 1.500 metara iznosi 3:33.68.
Trener Alfreda Yega je Claudio Berardelli koji je već trenirao osvajače olimpijskih medalja kao što su Janeth Jepkosgei i Nancy Lagat.

## Olimpijske igre

### OI 2008.
| RANG | ATLETIČAR           | Vrijeme |
| ---- | ------------------- | ------- |
|      | Wilfred Bungei      | 1:44.65 |
|      | Ismail Ahmed Ismail | 1:44.70 |
|      | Alfred Kirwa Yego   | 1:44.82 |
| 4.   | Gary Reed           | 1:44.94 |
| 5.   | Yusuf Saad Kamel    | 1:44.95 |
| 6.   | Yeimer López        | 1:45.88 |
| 7.   | Nabil Madi          | 1:45.96 |
| 8.   | Nadjim Manseur      | 1:47.19 |

## Vanjske poveznice
- Profil atletičara na IAAF-org  Arhivirana inačica izvorne stranice od 27. kolovoza 2008. (Wayback Machine)